# Архимович Лідія Борисівна
Лідія Борисівна Архимович (26 жовтня 1916, Київ — 7 лютого 1990 Київ) — український мистецтвознавець. Кандидат мистецтвознавства з 1947.

## Життєпис
1943 року закінчила Саратовську консерваторію, 1947 — аспірантуру при Київській консерваторії. У 1947−1975 в інституті мистецтвознавства, фольклористики та етнології ім. Рильського.
1978 року була вдостоєна звання лауреата Республіканської премії Українського театрального товариства в галузі театрознавства і театральної критики.
Основні праці:
- «М. В. Лисенко. Життя і творчість» (1952, 1963 у співавторстві)
- «Українська класична опера» (1957),
- «Нариси з історії української музики» (т.1-2, у співавторстві),
- «Віталій Кирейко» (1968),
- «Борис Гмиря в оперному репертуарі» (1981),
- «Юлій Мейтус. Нарис життя і творчості!» (1983, у співавторстві).

Син — відомий український педагог, піаніст Борис Архимович 1939—2008.